# 岡地功
岡地 功（おかち いさお、1952年7月30日 - ）は、日本のスポーツ選手、指導者、法人経営者である。

## 来歴
1952年（昭和27年）、北海道旭川市に生まれる。
1975年（昭和50年）、札幌大学経営学部卒業。
若き日より体操選手としてスポーツに親しみ、その後も指導者、大学職員として活動。
一方、現在もスポーツ・地域貢献活動を行なっている。

## 略歴

### 体操関連
- 昭和49(1975) - 札幌大学体操部コーチ（昭和63まで）
- 昭和54(1979) - 国民体育大会（宮崎）体操競技成年男子監督（北海道）
- 昭和57(1982) - 国民体育大会（島根）体操競技成年男子監督（北海道）

### 札幌大学における職歴
- 平成21(2009) - 札幌大学事務局長(平成25年3月定年)
- 平成26(2014) - 札幌大学生活協同組合に入組（専務理事に就任）
- 令和1(2019) - 一般社団法人札幌大学校友会会長（令和2年まで）

### 学外における役職
- 平成29(2017) - 石油共販株式会社総務部長、常勤参与・執行役員（現在に至る）
- 平成29(2017) - 特定非営利活動法人プライムドリーム理事長[1]（令和5年3月まで）

## 著作
- 『京極町に捧げた生涯　—長壁家八十年の歴史を綴る—』、長壁千代子・長壁淳、1992
- 『岡地家のルーツを探る　ー苦節とともに歩んだ人生ー』、1999